# Dante Sciacqui
Dante Sciacqui (Perugia, 11 aprile 1894 – Perugia, 23 dicembre 1986) è stato un basso italiano.

## Biografia
Bella voce di basso di carattere: "ricca, pastosa,omogenea, sorretta da una buona musicalità".Entrò nella Società Corale "Perugina" nel 1911 e studiò canto con i maestri Armando Mercuri e Alessandro Pasucci. Debuttò nel 1927 a Perugia nel ruolo di Ferrando ne Il trovatore di Giuseppe Verdi. Durante la sua carriera ha cantato in circa ottantacinque teatri italiani. Il suo ruolo preferito fu il Don Basilio ne Il barbiere di Siviglia di Gioachino Rossini, del quale fece circa cinquecento recite in Italia e all'estero. L'ultima recita ufficiale la tenne in Italia al Teatro alla Scala di Milano nel ruolo del Re in Aida di Verdi. Successivamente si stabilì a Fiume, dove cantò anche cinque opere in lingua croata. Ritornato in Italia nel 1956, si esibì ancora in alcune recite al Teatro Morlacchi di Perugia. Tra le opere e i ruoli interpretati vanno ricordati: Aida (il Re), Rigoletto (Sparafucile), La forza del destino (Marchese di Calatrava), Otello (Lodovico) di Giuseppe Verdi, La sonnambula (Conte Rodolfo) di Vincenzo Bellini, La Wally (Stromminger) di Alfredo Catalani, La Gioconda (Alvise) di Amilcare Ponchielli, Lucia di Lammermoor (Raimondo) di Gaetano Donizetti, La bohème (Schaunard) di Giacomo Puccini, Cleopatra (Decio Lena), di Armando La Rosa Parodi. Al termine della sua lunga carriera si dedicò all'insegnamento del canto. Si suicidò alla vigilia di Natale del 1986.